# Ludwig Eisenhofer
Ludwig Eisenhofer (* 1. April  1871 in München; † 29. März 1941 in Eichstätt) war ein deutscher Liturgiewissenschaftler und Hochschullehrer in Eichstätt.
Eisenhofer studierte Philosophie und Theologie in Freising (1890/91). Nach seiner Priesterweihe 1895 in Freising war er kurz in der Seelsorge (Pasing) und als Studienpräfekt am Albertinum (München) tätig und promovierte zum Dr. theol. 1897 an der LMU München. 1898 wurde er Professor für Patrologie, Liturgik und Kirchengeschichte an der Bischöflichen Philosophisch-Theologischen Hochschule zu Eichstätt. Sein Gebiet war die Liturgiegeschichte, in der er sich durch sein Standardwerk „Handbuch der katholischen Liturgik“ (1931/2) namhaft machte.
Im November 1933 unterzeichnete er das Bekenntnis der deutschen Professoren zu Adolf Hitler.

## Schriften
- Das Bischöfliche Rationale. Seine Entstehung und Entwicklung, München 1904
- Grundriß der Liturgik 1923 (italienische und spanische Übersetzungen) – spätere Ausgabe gemeinsam mit Joseph Lechner:
  - Liturgik des römischen Ritus, 6. Aufl., Herder, Freiburg i. B. 1953 (Digitalisat)
- Handbuch der katholischen Liturgik, Herder, Freiburg i. B. 1931/32, 2. Aufl. 1941